# Полевой арбалет
Полевой арбалет (англ. Field crossbow) — разновидность современного арбалета, применяемого в спортивных соревнованиях. В отличие от матчевого арбалета, различные разновидности полевого арбалета используются и для проведения досуга, отдыха и развлечений.

## История
Полевой арбалет получил признание в качестве отдельной дисциплины в 1979 году. Правила соревнований, проводимых по полевому арбалету, схожи с правилами стрельбы из лука. Название объясняется традицией проведения таких соревнований в открытом поле.

## Общие правила проведения соревнований
В настоящее время соревнования по стрельбе из полевого арбалета проводятся в открытых или закрытых помещениях. Стрельба ведется на расстояния 10, 18 и 25 метров.
При стрельбе с расстояния 10 и 18 метров используют мишень диаметром 25 см; на 25 метров — диаметром 40 см. Мишени для стрельбы из полевого арбалета изготавливаются из армированной бумаги и представляют собой разноцветные концентрические круги с 10-ю зачетными зонами.

## Технические характеристики
Арбалеты, участвующие в соревнованиях по стрельбе из полевого арбалета, должны соответствовать следующим техническим параметрам:
- Арбалет должен быть рекурсивным (в отличие от блочного арбалета)
- Усилие натяжения тетивы не должно превышать 43 кг.
- наибольшая длина прицельной линии 720 мм;
- наибольшая длина намушника 60 мм;
- наибольшая длина заднего прицела (вместе с блендой и надглазником) 150 мм;
- наибольший размах плеч 900 мм;
- наибольший рабочий ход тетивы 300 мм;
- наибольшая масса арбалета (вместе с дополнительным оборудованием) 10 кг.

Стрелы, используемые в соревнованиях по стрельбе из полевого арбалета, должны соответствовать следующим техническим параметрам:
- форма наконечника овальная;
- наибольший угол затупления (для конических наконечников) 60 градусов;
- наибольшая надкалиберность (превышение диаметром наконечника диаметра тела стрелы) 2 мм;
- длина стрелы: наименьшая 304 мм, наибольшая 457 мм.